# Brusnica Velika
Brusnica Velika (szerbül: Брусница Велика), falu Bosznia-Hercegovinában, Brod községben, a Szerb Köztársaság északi régiójában. 

## Fekvése
A település Bosznia-Hercegovina északi részén, Dobojtól légvonalban 39, közúton 77 km-re északra, községközpontjától légvonalban 14, közúton 16 km-re délkeletre fekvő vidéken, a Száva jobb partjának hordalékos síkságán és a Vučjak-hegység északi nyúlványain, 90-310 méteres magasságban fekszik.

## Népessége
| Nemzetiségi csoport | Népesség 1991 | Népesség 2013 |
| ------------------- | ------------- | ------------- |
| Szerb               | 235           | 91            |
| Bosnyák             | 0             | 0             |
| Horvát              | 696           | 65            |
| Jugoszláv           | 57            | 0             |
| Egyéb               | 33            | 5             |
| Összesen            | 1021          | 161           |

## Története
A falu nagy kiterjedésű határában több régészeti lelőhely is található, mely azt bizonyítják, hogy itt már az őskortól fogva emberi települések voltak. A leletek a késő bronzkorból, a kora vaskorból és a középkorból származnak. A Gradina nevű magaslaton a 14. század végén vár épült, melynek neve nem maradt fenn, illetve máig nem sikerült azonosítani.
Egyes történészek szerint a régi vinskai plébánia egyes részei a mai Brusnica plébánia területén helyezkedtek el. Tomo Ivković, Skradin püspöke és Bosznia adminisztrátora beszámol Bosznia és Szlavónia területén 1626 és 1630 között felkeresett, megerősített személyekről és helyekről. A püspök többek között Vinskát (Vinsca) is megemlíti 385 megbérmált személlyel. Az 1650-ből származó, a római Hitterjesztés Szent Kongregációjának küldött jelentésében (az 1645 és 1650 közötti boszniai egyházlátogatásról) Marijan Maravić püspök kijelenti, hogy 1648. május 21-én 192 hívőt bérmált meg a Vinska plébánián, amely a Sutjeskai Kis Testvérek kolostorához tartozott. Augustin Miletić püspök 1813-as egyházlátogatása szerint a podvučijaki plébánián többek között Brusnica település is szerepelt 15 katolikus háztartással és 127 katolikus lakossal, akik közül 68 felnőtt (áldozhatott) és 59 gyermek (akik nem áldoztak) volt.
A döntően horvát lakosságú település 1878-ig tartozott az Oszmán Birodalomhoz. Ekkor a berlini kongresszus határozata alapján az Osztrák-Magyar Monarchia része lett. 1879-ben az első osztrák-magyar népszámlálás során a brodi járáshoz tartozó településnek 80 háztartása 417 római katolikus és 82 ortodox lakosa volt. 1910-ben a Brodi járáshoz tartozó településen 144 háztartást, 263 ortodox és 638 római katolikus lakost találtak. A monarchia szétesésével 1918-ban előbb a Szerb-Horvát-Szlovén Királyság, majd 1929-től a Jugoszláv Királyság része lett. 1921-ben a Brodi járáshoz tartozó a településnek 992 lakosa volt, közülük 287 ortodox, 704 római katolikus és 1 izraelita volt.Az 1929-es törvény értelmében, amikor Bosznia-Hercegovinát négy banovinára, Drinskára, Vrbaskára, Zetskára és Primorskára osztották, a település a Vrbaska banovina (Orbászi Bánság) része lett, amelynek székhelye Banja Luka volt. 1939-ben a közigazgatás átszervezésével a Hrvatska banovina (Horvát Bánság) része lett.
A második világháborúban Jugoszlávia megszállása után a Független Horvát Állam (NDH) része lett. A második világháború után 1992-ig a település a szocialista Jugoszlávia keretében a Bosznia-Hercegovinai Népköztársaság része volt. A boszniai háború idején a falu horvát lakosságát elüldözték, templomukat és plébániájukat lerombolták. A boszniai háborút lezáró daytoni békeszerződés rendelkezése alapján az ország területét felosztották a Bosznia-hercegovinai Föderáció és a boszniai Szerb Köztársaság között. A békeszerződés utáni területmegosztási megállapodás értelmében a település a Boszniai Szerb Köztársasághoz került. 

## Nevezetességei
- A Kisboldogasszony tiszteletére szentelt római katolikus plébániatemploma. A brusnicai római katolikus plébániát 1910-ben alapították, amikor egyes települések leváltak Svilaj és Žeravac plébániákról. Az első, Mária nevének szentelt plébániatemplomot 1911-ben építették, de egy földrengésben teljesen elpusztult. Az új plébániatemplom építése 1966. augusztus 22-én kezdődött, és 1973. május 27-én szentelték fel a Kisboldogasszony tiszteletére. Az új plébániaházat 1960 és 1962 között építették. 1959 és 1963 között a Kis Jézus Szolgálólányai Társaságának apácái dolgoztak a plébánián. 1992-ben a szerb erők aláaknázták és felrobbantották a templomot és a tornyot, minek következtében csak a csupasz falak maradtak meg.[6] A templomot a háború után újjáépítették.

- A Szentháromság tiszteletére szentelt ortodox temetőkápolnája. A kápolna méretei 6,6 x 3,46 méter, építése 1990-ben kezdődött, amikor az alapokat Branko Đurić főpap szentelte fel. A kész templomot 1991-ben Vaszilije, Zvornik-Tuzla püspöke szentelte fel. A bükkfából készült ikonosztázt a Velika Brusnicáról származó Đorđe, Bogdan és Tomo Vidić testvérek készítették. Az ikonosztázon laminált és keretezett ikonok találhatók. [10] A vinskai ortodox plébánia filiája.

- Gradina – középkori vár maradványai. A Vučjak-hegységnek egyik, a Száva völgye felé húzódó nyúlványán egy vár romos falai találhatók, melyek egy szabálytalan területet zárnak körül. Helyenként fennmaradt a kultúrréteg, melyben kerámiatöredékeket találtak. A várat valószínűleg a 14. század végén emelték, de neve nem maradt fenn.[5]

- Obala – őskori település maradványai. A lelőhely a Száva völgyének egyik magasan fekvő teraszán, a Kamenica-patak bal partján található, ahol mélyszántás során épületek maradványait és kora vaskori cseréptöredékeket találtak.[5]

- Vis – őskori település maradványai. A lelőhely a Vučjak-hegységnek a Száva völgye felé nyúló, 310 méteres Vis nevű magaslatán található. Itt, egy 70x30 méteres területen házak alapjait és késő bronzkori kerámiatöredékeket találtak.[5]